# Ewgeni Janew
Ewgeni Janew, bułg. Евгени Янев (ur. 16 maja 1973) – bułgarski szachista, arcymistrz od 2002 roku.

## Kariera szachowa
W finałach indywidualnych mistrzostw Bułgarii startuje od 1989. W 1992 reprezentował swój kraj na rozegranych w Sas van Gent mistrzostwach Europy juniorów do lat 20, dzieląc V m. Do końca lat 90. nie osiągnął znaczących sukcesów na arenie międzynarodowej, natomiast w 2001 i 2002 odniósł kilka turniejowych zwycięstw, dzięki którym w otrzymał tytuł arcymistrza.
Do sukcesów Ewgeni Janewa w międzynarodowych turniejach należą m.in.:
- III m. w A Coruñie (2000, za Olegiem Korniejewem i Mihai Șubą),
- dz. II m. w Vilagarcía de Arousa (2000, za Olegiem Korniejewem, wspólnie z m.in. Irisberto Herrerą),
- dz. I m. w Odivelas (2001, wspólnie z Matthiasem Röderem),
- dz. I m. w Loures (2001, wspólnie z Diogo Fernando(inne języki)),
- dz. I m. w Cutro (2001, wspólnie z Jordanem Iwanowem),
- dz. I m. w Elgoibarze (2001, wspólnie z m.in. Olegiem Korniejewem),
- I m. w Burgasie (2001),
- I m. w Montecatini Terme (2002),
- dz. II m. w Weronie (2003, za Igorem Miladinoviciem, wspólnie z Miroljubem Laziciem(inne języki)),
- I m. w Chambéry (2003),
- dz. I m. w Tarragonie (2003, wspólnie z Arturem Koganem, Thalem Abergelem i Jordim Magemem Badalsem),
- II m. w Bois-Colombes (2003, za Manuelem Apicellą),
- dz. I m. w Barberà del Vallès (2004, wspólnie z Frankiem de la Pazem Perdomo i Yurim Gonzalezem Vidalem),
- II m. w Słonecznym Brzegu (2004, za Saszo Nikołowem),
- I m. w Barcelonie (2005),
- dz. I m. w Stambule (2006, wspólnie z Michaiłem Gurewiczem, Władimirem Bakłanem, Giorgim Kaczeiszwilim, Lewanem Pantsulaia, Siergiejem Azarowem, Dawitem Magalaszwili i Naną Dzagnidze),
- dz. II m. w Płowdiwie (2007, indywidualne mistrzostwa Bułgarii, za Krasimirem Rusiewem, wspólnie z Borysem Czatałbaszewem, Julianem Radulskim, Marijanem Petrowem i Momcziłem Nikołowem),
- dz. II m. w Marcy-l’Étoile (2007, za Władimirem Łazariewem, wspólnie z Josephem Sanchezem),
- I m. w Cutro (2011),
- dz. I m. w Fourmies (2011, wspólnie z Alberto Davidem),

Najwyższy ranking w karierze osiągnął 1 lipca 2011, z wynikiem 2528 punktów zajmował wówczas 14. miejsce wśród bułgarskich szachistów.